# Temanus halmaherensis
Temanus halmaherensis is een eenoogkreeftjessoort uit de familie van de Coralliomyzontidae. De wetenschappelijke naam van de soort is voor het eerst geldig gepubliceerd in 1997 door Humes.